# قلمانية
قلمانية (الاسم العلمي: Graphium)، جنس فراشات من فصيلة الفراشات خطافية الذيل الاستوائية في الغالب والمعروفة باسم سيفيات الذيل أو خطافيات الذيل أو السيدات. موطنها أوراسيا وإفريقيا وأوقيانوسيا، يشتمل الجنس على أكثر من 100 نوع. ألوانها مختلفة مثل الموائل التي يترددون عليها؛ من الغابات المطيرة إلى السافانا. يمتلك البعض منها ذيولًا قد تكون طويلة وشبيهة بالسيف، بينما يفتقر البعض الآخر إلى أي زوائد للجناح الخلفي. غالبًا ما تُرى أنواع القلمانية في البُرَيكات الوحلية.